# Svenska Tidningen (Helsingfors)
Svenska Tidningen var en svenskspråkig aftontidning.
Tidningen utkom i Helsingfors 1917-21 som organ för de kretsar som efter februarirevolutionen 1917 arbetade för Finlands skiljande från Ryssland. Den uppgick 1921 i Svenska Pressen.